# Кузеплак
Кузеплак (рум. Cuzăplac) — село у повіті Селаж в Румунії. Адміністративний центр комуни Кузеплак.
Село розташоване на відстані 360 км на північний захід від Бухареста, 26 км на південний схід від Залеу, 37 км на північний захід від Клуж-Напоки.

## Населення
За даними перепису населення 2002 року у селі проживали 612 осіб.
Національний склад населення села:
| Національність | Кількість осіб | Відсоток |
| -------------- | -------------- | -------- |
| румуни         | 382            | 62,4%    |
| угорці         | 224            | 36,6%    |
| цигани         | 6              | 1,0%     |

Рідною мовою назвали:
| Мова      | Кількість осіб | Відсоток |
| --------- | -------------- | -------- |
| румунська | 386            | 63,1%    |
| угорська  | 224            | 36,6%    |